# Voskressénskoie (Ivànovo)
Voskressénskoie (en rus: Воскресенское) és un poble de l'óblast d'Ivànovo, a Rússia, que en el cens del 2010 tenia 651 habitants.